# Le tre madri

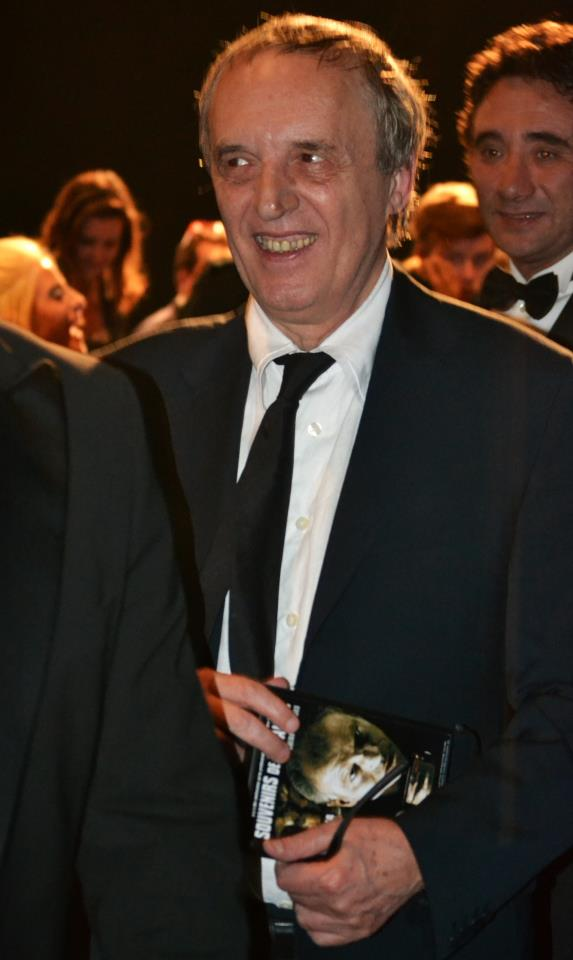
Dario Argento, creatore della trilogia

Le tre madri è una trilogia cinematografica horror italiana composta dai film Suspiria (1977), Inferno (1980) e La terza madre (2007), tutti diretti dal regista Dario Argento. Ciascun film tratta di una delle "Madri" (Mater Suspiriorum, Mater Tenebrarum e Mater Lacrimarum), una triade di antiche e malvagie streghe e sataniste i cui poteri possono manipolare gli eventi del mondo su scala globale.
Durante il Toronto International Film Festival del 2007, Argento dichiarò di non aver escluso la possibilità di girare in futuro un quarto film riguardante le Tre Madri. Nel 2018 Luca Guadagnino realizza un remake di Suspiria, uscito nelle sale italiane il 1º gennaio 2019. Il film, una co-produzione italo-statunitense, vede nel cast la presenza di Dakota Johnson, Tilda Swinton e Mia Goth.

## Le Tre Madri
La storia delle Tre Madri comincia all'alba dell'XI secolo, quando tre sorelle crearono la pericolosa arte della stregoneria sulle coste del Mar Nero. Negli anni che seguirono, queste perfide donne vagarono per il mondo accumulando grandi ricchezze e poteri, e seminando morte al loro passaggio.
Nel tardo XIX secolo le donne commissionarono all'architetto italiano Emilio Varelli, che all'epoca viveva a Londra, di progettare e costruire per loro tre dimore, poste in tre luoghi diversi del mondo: Friburgo, Roma e New York. 
Da queste dimore le Tre Madri dominano il mondo con il dolore, con le lacrime e con le tenebre.
Un amico di Varelli, dopo aver trovato alcuni frammenti del suo diario scritti in latino, ne fece un libro intitolato Le Tre Madri; il libro inizia precisando che quanto narrato è reale e che l'architetto scoprì troppo tardi la natura malvagia delle tre donne, (solamente sei copie del libro sono sicuramente esistite, quattro potrebbero essere state distrutte alla fine di Inferno). 
La copia del libro che appare in "La Terza Madre" è in lingua italiana, quelle presenti in "Inferno" sono invece in latino, il che dimostra che esistono almeno due edizioni diverse del libro maledetto. 
Le case che Varelli aveva progettate divennero dunque così corrotte che la terra dove erano costruite divenne mortifera e pestilenziale: uno sgradevole e agrodolce odore di malvagità pervade le aree circostanti ciascuna casa.
Sia Mater Suspiriorum che Mater Tenebrarum hanno rivelato che le Madri sono personificazioni della Morte.

### Mater Suspiriorum

La vecchia Helena Markos, uccisa da Susy Benner nel suo covo nascosto sotto la scuola di danza (Suspiria, 1977)

Mater Suspiriorum, la Madre dei Sospiri, è la più anziana delle Tre Madri. Il suo vero nome è Helena Markos. È inoltre conosciuta come La Regina Nera. Jessica Harper ricorda che "la strega venne interpretata da una donna anziana di oltre novant'anni che Dario aveva trovato in una casa di riposo nei pressi di Roma."
Helena Markos, immigrata greca nata nel 1023, fu esiliata da molti paesi europei perché indesiderata. Durante questo periodo scrisse diversi libri riguardanti arcani soggetti. Nel 1895 fondò la Tanzakademie in Freiburg ("Accademia di Danza in Friburgo" in tedesco), una scuola di danza e di scienze occulte, nella Foresta Nera. Gli abitanti locali avevano paura di lei, avendo intuito che fosse una strega. Così come crebbe la sua ricchezza, crebbero anche i sospetti sulla sua vera natura. Per distogliere questi sospetti, Helena Markos finse di morire in un incendio nel 1905. Il controllo dell'accademia, che divenne solamente una scuola di ballo, fu affidato alla pupilla della Markos, Madame Blanc. L'accademia porta una targa che afferma che Desiderius Erasmus una volta visse là.
Come narrato ne La terza madre, Elisa Mandy una strega bianca, combatté diverse volte Mater Suspiriorum, fino a ridurla in una donna anziana con pochissimo potere magico. Le sue attività erano infatti portate avanti dai suoi seguaci.
In Suspiria (1977) Helena Markos è la Direttrice la cui presenza è celata dai suoi adepti, capeggiati da Madame Blanc (Joan Bennett). Una giovane americana, Susy Benner (Jessica Harper), scopre le stanze ignote nei sotterranei della scuola dopo che molti alunni sono stati uccisi dai mandatari della Markos. L'anziana strega tenta di usare la sua magia per uccidere la ragazza, ma i suoi poteri — incluso quello dell'invisibilità, illusione e telecinesi — si dimostrano insufficienti a causa del suo debole stato fisico. Susy Benner sconfigge Helena Markos trapassandole il collo con un pugnale. La morte della strega causa il crollo dell'intera accademia.
Nel remake diretto da Luca Guadagnino nel 2018 Helena Markos è un'anziana donna ultracentenaria e sfigurata in cerca di un nuovo giovane corpo da abitare per sopravvivere, nascosta in un ripostiglio sotto il pavimento della sala principale dell'Accademia di danza che porta il suo nome; è inoltre avversaria politica di Madame Blanc (Tilda Swinton), la quale capeggia una fazione che mette in dubbio la vera identità della Markos e che non la vorrebbe più a capo della congrega. La vera Mater Suspiriorum si rivela essere Susie Bannion la quale, al momento del suo ingresso nell'Accademia, non è ancora consapevole della sua vera natura che si mostrerà solo nella danza-rituale finale, uccidendo la Markos e tutte le altre streghe che le avevano giurato fedeltà.

### Mater Tenebrarum

Mater Tenebrarum in Inferno (1980)

Mater Tenebrarum, la Madre delle Tenebre, è "la più giovane e la più crudele" delle Tre Madri. È nata nel 1044. Il suo vero nome non viene rivelato; risiede in un palazzo neogotico a New York eretto nel 1910 e al civico 49. Una targa affissa all'esterno reca la passata residenza di Georges Ivanovič Gurdjieff.
In Inferno il personaggio è interpretato dall'attrice Veronica Lazar ed appare prevalentemente con le sembianze dell'infermiera di un inquietante Professor Arnold. Nell'apoteosi dell'incendio dello stabile, il protagonista Mark Elliot (Leigh McCloskey) si troverà faccia a faccia con l'anziano uomo, in realtà l'architetto Varelli, indi con Mater Tenebrarum, consapevole della catastrofe imminente ("è già accaduto un'altra volta."). Ella si palesa nella personificazione della Morte, lo scheletro col sudario. Elliot fortunosamente riesce a fuggire prima del crollo. Epilogo della figura infernale travolta dalle macerie fiammeggianti, probabilmente distrutta.

### Mater Lacrimarum

La "studentessa di musicologia" in Inferno era, in realtà, Mater Lacrimarum

Mater Lacrimarum, la Madre delle Lacrime, è la più bella delle Tre Madri e apparentemente la più forte del trio. Come per Mater Tenebrarum, il suo vero nome è sconosciuto. È nata nel 1035. In Inferno si suggerisce che la sua casa è a Roma localizzata vicino al numero 49 di Via Dei Bagni - la Biblioteca Filosofica della Fondazione Abertny - dove Sara (Eleonora Giorgi) avverte uno strano odore nell'aria. In La terza madre la casa di Mater Lacrimarum viene indicata come il Palazzo Varelli.
In Inferno Mater Lacrimarum tentò di affascinare Mark Elliot durante una lezione di musica a Roma. Ania Pieroni, che la interpretò nel film Inferno, rifiutò di riprendere la parte perché ormai invecchiata e madre di cinque figli.
Mater Lacrimarum è interpretata dall'attrice israeliana Moran Atias nel film La terza madre. I grandi poteri della strega vengono risvegliati quando Sarah Mandy (Asia Argento) apre l'urna nella quale sono presenti potenti talismani delle streghe nere (una tunica rossa, un pugnale, tre statuette). Mentre i suoi servi seminano terrore nella città, festeggiando e giungendo da tutto il mondo, Mater Lacrimarum si nasconde nelle fondamenta del suo palazzo, preparando la sua vittoria. Viene sconfitta nello stesso modo in cui lo sono state le sue sorelle: Sarah Mandy scopre il covo sotterraneo della strega e brucia la tunica rossa che lei indossa, causando il crollo del Palazzo. Mater Lacrimarum viene uccisa da uno degli obelischi che ornano il tetto che cadendo, a causa del crollo, perfora il tetto della cripta sotterranea infilzandola.

## Ispirazione
L'idea delle "Tre Madri" viene da "Levana e le Nostre Signore del Dolore", una sezione del Suspiria de Profundis di Thomas de Quincey. La sezione asserisce che oltre alle tre Parche e alle tre Grazie, esistono anche tre Dolori. Questi ultimi sono Mater Lacrimarum (Madre delle Lacrime), Mater Suspiriorum (Madre dei Sospiri), e Mater Tenebrarum (Madre delle Tenebre). L'attributo di ogni donna (lacrime, sospiri e tenebre) è una diretta traduzione del loro nome dal latino ("mater" è la parola latina per "madre").
Il titolo Suspiria deriva chiaramente da Mater Suspiriorum. Tuttavia, il titolo Inferno non presenta riferimenti a Mater Tenebrarum (nonostante al suo interno vi siano chiari legami a ciò). Così, il film del 1982 di Argento Tenebre è spesso confuso come il secondo capitolo della trilogia.

## Altri media
- Mater Lacrimarum è la principale antagonista del romanzo Dracula Cha Cha Cha, scritto da Kim Newman, nella cui storia si prefigge di eliminare tutti i vampiri che vivono a Roma; a svolgere questo compito per lei è il suo servitore più forte e malvagio, il terribile Boia Scarlatto (antagonista dell'omonimo film di Massimo Pupillo). Vengono inoltre citate le sue due sorelle, le quali però sembrano essere già state sconfitte. Nel romanzo, che si rifà agli scritti di Thomas de Quincey e non ai film di Argento, è Mater Lacrimarum la più anziana delle tre sorelle (a differenza di Inferno, dove viene dichiarato che ad essere la più anziana è Mater Suspiriorum). È inoltre spiegato che le sue origini siano ancora più antiche di quelle narrate nei film, per le sue frequentazioni con l'imperatore romano Caligola che le aveva dedicato numerosi riti orgiastici e sacrificali.

- Mater Suspiriorum e Mater Tenebrarum sono citate nella canzone di Davide Van de Sfroos Kapitan Kurlash, compresa nell'album del 2001 ...e semm partii.